# (31555) Wheeler
(31555) Wheeler ist ein Asteroid des Hauptgürtels, der am 7. März 1999 vom Schweizer Amateurastronomen Stefano Sposetti am Osservatorio Astronomico di Gnosca (Sternwarten-Code 143) in Gnosca im Kanton Tessin entdeckt wurde.
Der Asteroid ist nach dem US-amerikanischen Physiker John Archibald Wheeler (1911–2008) benannt, der in den 1950er und 1960er Jahren die sogenannte Quantengeometrodynamik als Erweiterung der Allgemeinen Relativitätstheorie entwickelte und die Begriffe der Schwarzen Löcher und der Wurmlöcher prägte. Die Benennung erfolgte am 19. Februar 2006.